# Brachythecium perscabrum
Brachythecium perscabrum är en bladmossart som beskrevs av Brotherus 1929. Brachythecium perscabrum ingår i släktet gräsmossor, och familjen Brachytheciaceae. Inga underarter finns listade i Catalogue of Life.